# Knut Glomsaas
Knut Glomsaas (Odalen, 24 maart 1863 - Trondheim, 21 november 1935) was een Noors cornettist.
Knut Markus Hansen Glomsaas werd geboren in het gezin van boer en boseigenaar Hans Jakobsen Glomsaas en Aase Gjerstad, wonende in de vallei Odalen. Hijzelf huwde in 1888 muzieklerares Olga Bertha Eleonora Borgersen (Oslo, 6 oktober 1869) - Trondheim 27 oktober 1942) en kreeg waarschijnlijk drie kinderen:
- dochter Aase (2 mei 1889-december 1891),
- dochter Gerd (geboren 19 oktober 1895) en
- zoon Hans (geboren 1897)[3]

Knut Glomsaas ontving twee Koninklijke onderscheidingen van koning Oscar II van Zweden (Noorwegen vormde destijds een personele unie met Zweden).
Zelf wilde Glomsaas op zijn zeventiende emigreren naar de Verenigde Staten tijdens een van de Noorse emigratiegolven. Zijn vader zorgde er echter voor dat hij cornet kon spelen als luitenant in het plaatselijk orkest van de artillerie (1880-1887). Hij kreeg tevens onderricht van Alfred Paulsen in piano en harmonieleer. Vervolgens kon hij door een beurs in Berlijn studeren bij Carl Freese. Zijn cornetspel, dirigeerde hij ook enige zangkoren rondom Trondheim, waaronder het Trøndernes Mandssangforening van 1892 tot 1917.
Hij schreef ook enige muziek bestaande uit balletmuziek, marsen, dansmuziek en natuurlijk muziek voor militair orkest. Zijn claim to fame was een polka geschreven voor het 900-jarig bestaan van de stad Trondheim. In 1928 ging hij met pensioen. Zijn muziek wordt nog weleens uitgevoerd in de 21e eeuw.
Trondheim heeft een "Knut Glomsaas vei" (weg) .
Werken:
- opus 1: Militaer-marsch (uitgeverij Brødrene Hals)
- opus 2: Flora-polka (idem, uitvoering 12 juli 1885)
- Bicycle-galop (uitgeverij Warmuth Musikforlag, uitvoering 12 juli 1885)
- Frisk, fri, fro, from! (turnermarsch voor piano, uitgeverij Warmuth; tevens een versie voor piano vierhandig)
- Festmarsch (feestmars), ook wel Technikermarsj of TTL-marsch (1895); geschreven voor het 25-jarig jubileum van de Trondhjem Tekniske Laereanstalt (TTL), dat was opgericht om bouwkundigen op te leiden voor de renovatie van de eeuwenoude Nidaros-domkerk.

Concert:
- 24 en 25 juni 1906: Trondheim: Nidaros-domkerk: een concert met Johan Halvorsen, Thorvald Lammers, Morten Svendsen, zangeres Anna Kribel-Vanzo en organist Kristian Lindeman met het orkest van het Nationaltheatret

Muzieklerares Olga Glomsaas kreeg eveneens lessen van Alfred Paulsen. Zijzelf was onder meer de leraar van Ivar Johnsen.